# Pyramiderna i Port-Coton
Pyramiderna i Port-Coton (franska: Les Pyramides de Port-Coton, mer sauvage) är en oljemålning av den franske impressionistiske konstnären Claude Monet från 1886. Den finns i åtminstone sex versioner, varav en ingår i samlingarna på Ny Carlsberg Glyptotek i Köpenhamn och en annan på Pusjkinmuet i Moskva.

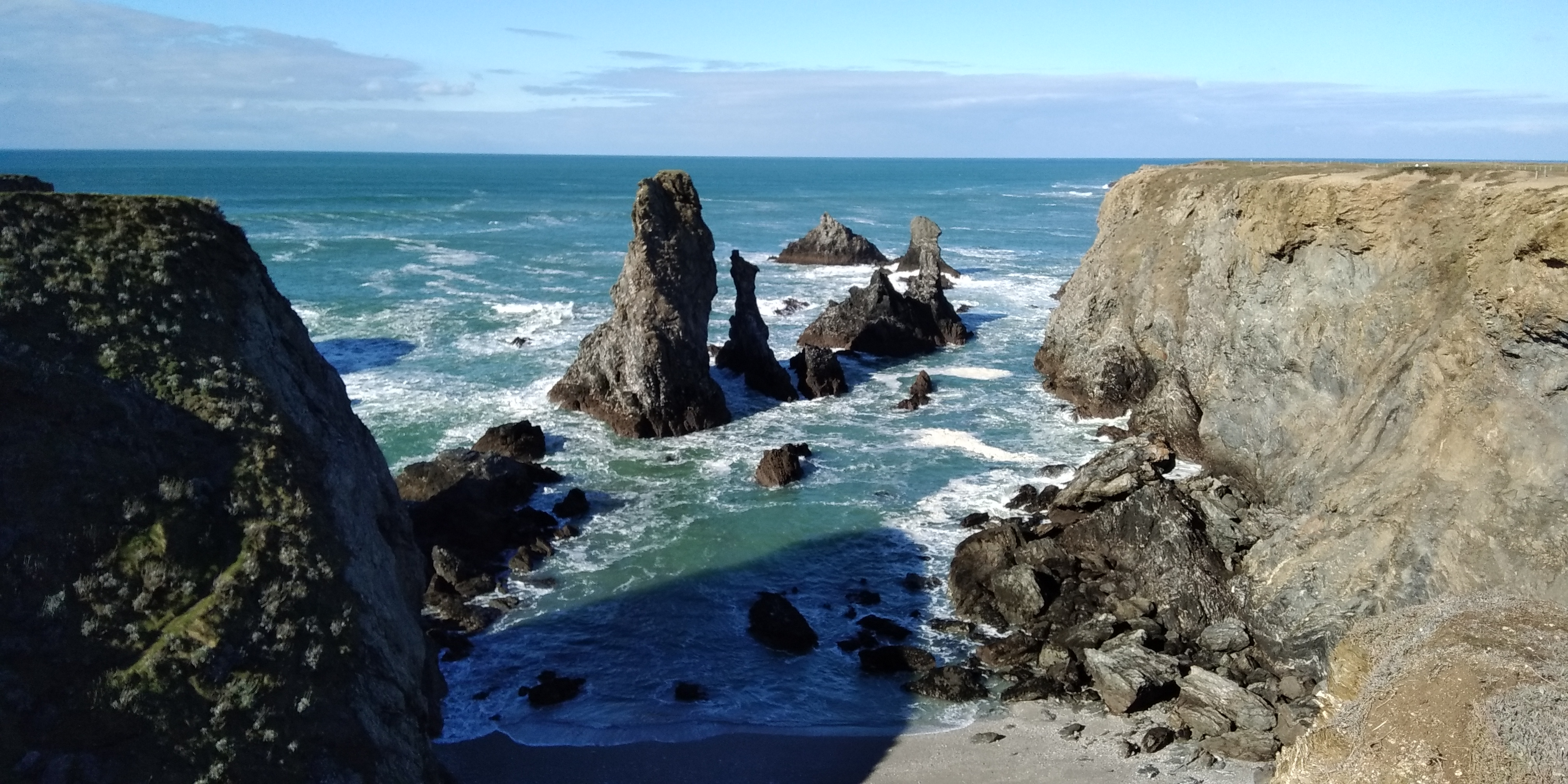
Fotografi från samma plats.

Målningen visar den franska ön Belle-Île-en-Mer och dess klippiga kust mot Atlanten. Monet besökte den karga ön i Bretagne mellan 12 september och 25 November 1886. Han fängslades av den vilda naturen och utförde ett stort antal friluftsmålningar utmed öns stränder. Flertalet av målningar har det gemensamt att Monet lagt horisonten förhållandevis högt och fokuserat på vågorna samt ljuset och färgerna i havet.

## Lista över olika versioner
| Bild | Titel                                        | Museum                                 | Stad      | Storlek (cm) | År   | #     |
| ---- | -------------------------------------------- | -------------------------------------- | --------- | ------------ | ---- | ----- |
|      | Les Pyramides de Port-Coton, mer sauvage     | Pusjkinmuseet                          | Moskva    | 65 × 81      | 1886 | W1085 |
|      | Pyramides de Port-Coton                      | Museo de Arte Contemporáneo de Caracas | Caracas   | 65,5 × 81,5  | 1886 | W1085 |
|      | Rochers à Belle-Île                          | Ny Carlsberg Glyptotek                 | Köpenhamn | 65 × 81      | 1886 | W1086 |
|      | Les Pyramides à Port-Coton, temps pluvieux   | Privat ägo                             |           | 65,5 × 65,5  | 1886 | W1087 |
|      | Les Pyramides de Port-Coton, effet de soleil | Privat ägo                             |           | 65 × 65      | 1886 | W1088 |
|      | Rochers à Belle-Île                          | Privat ägo                             |           |              | 1886 | W1089 |

## Relaterade målningar

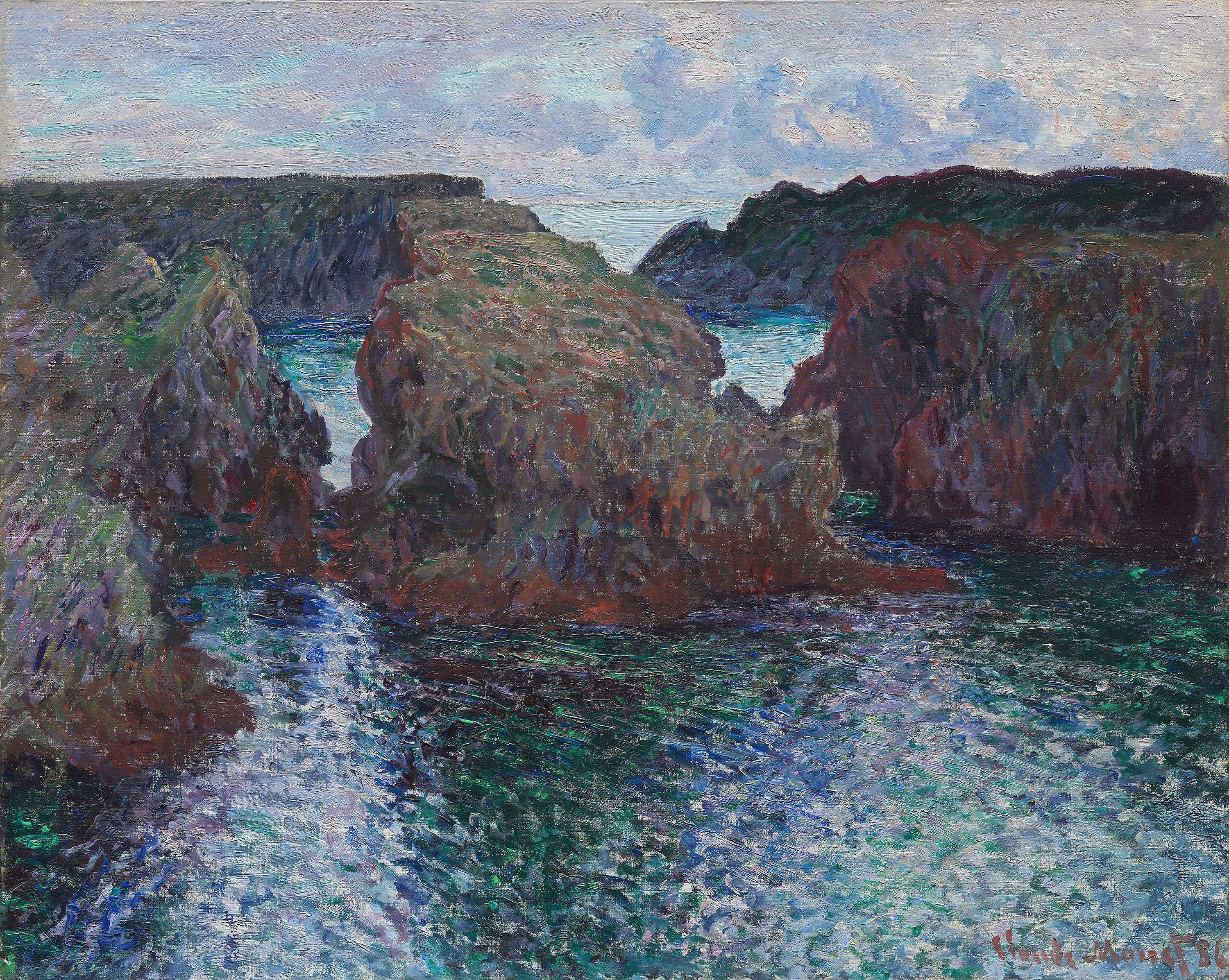
Paysage à Port-Goulphar (1886), Art Institute of Chicago.
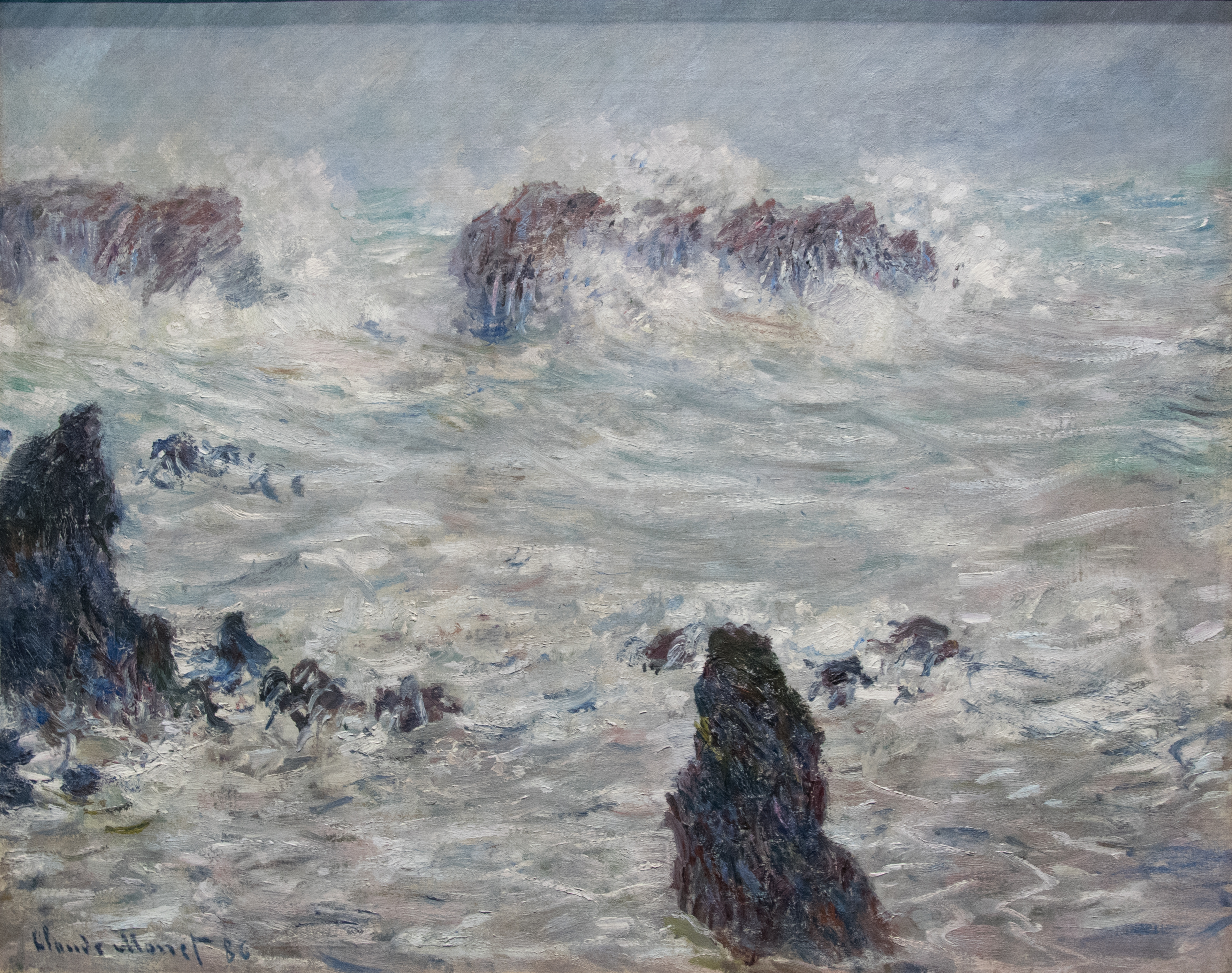
Tempête, côtes de Belle-Île (1886), Musée d'Orsay.
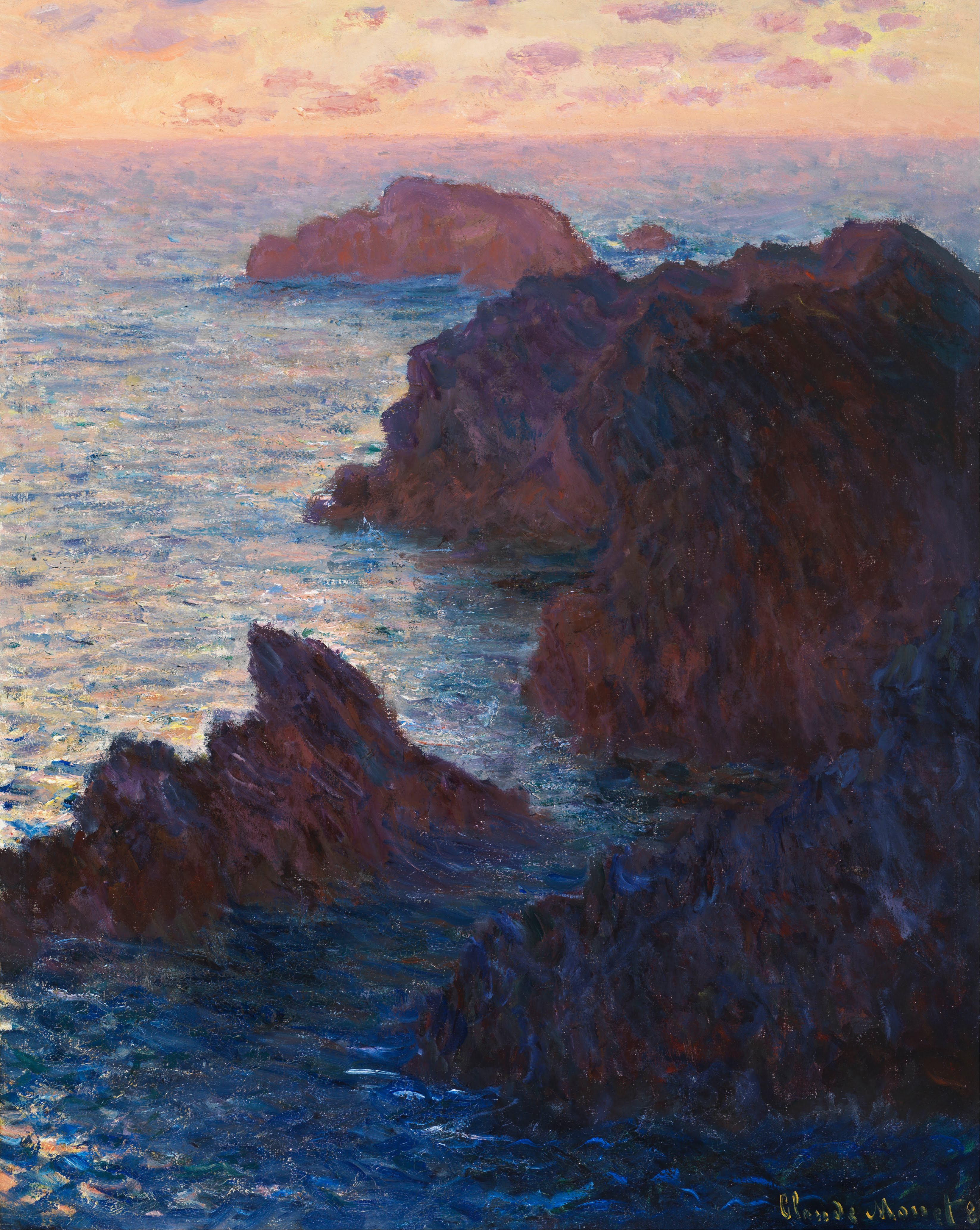
Rochers à Belle-Île, Port-Domois (1886), Cincinnati Art Museum
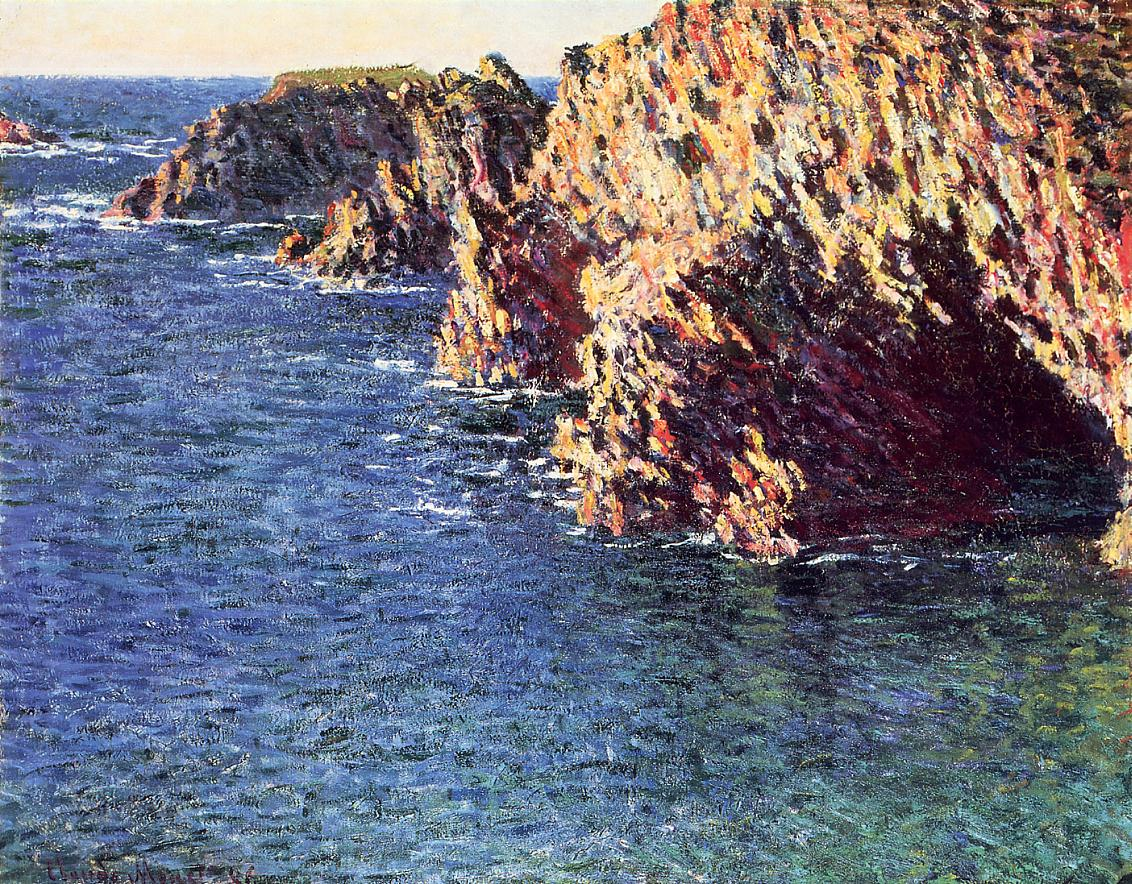
Grotte de Port-Domois (1886), Museum of Modern Art, Ibaraki
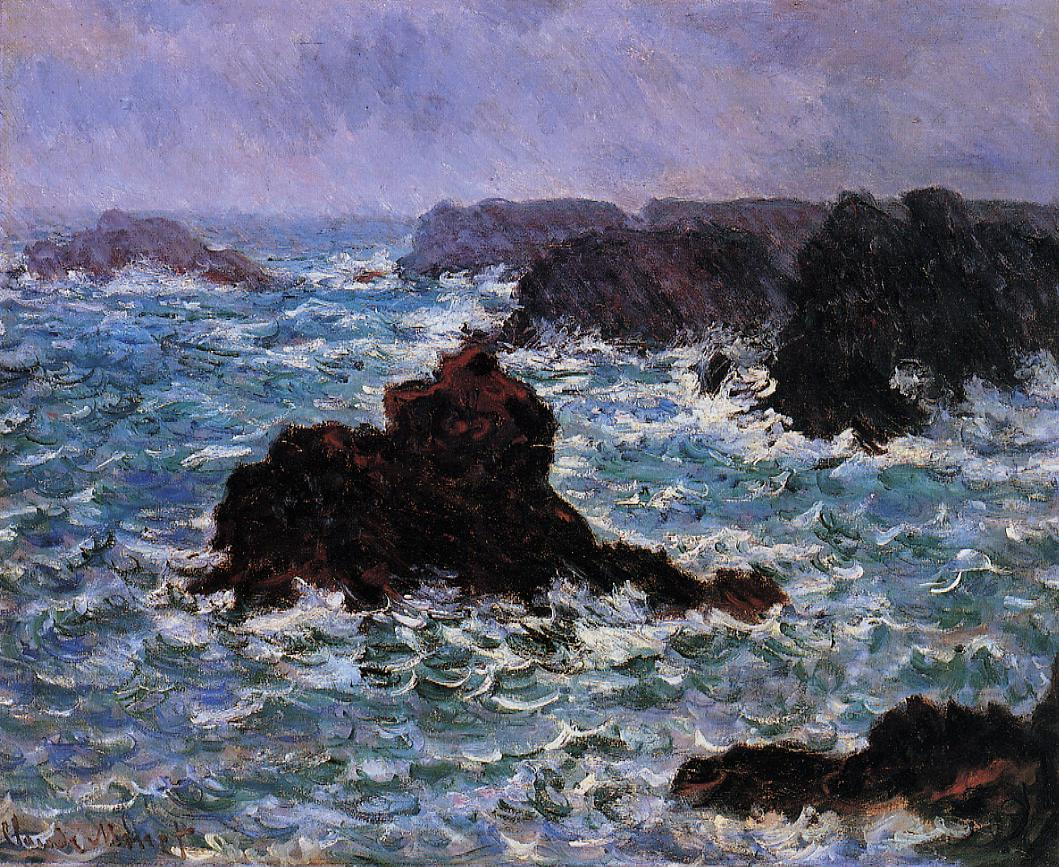
Belle-Île, effet de pluie (1886), Bridgestone Museum of Art
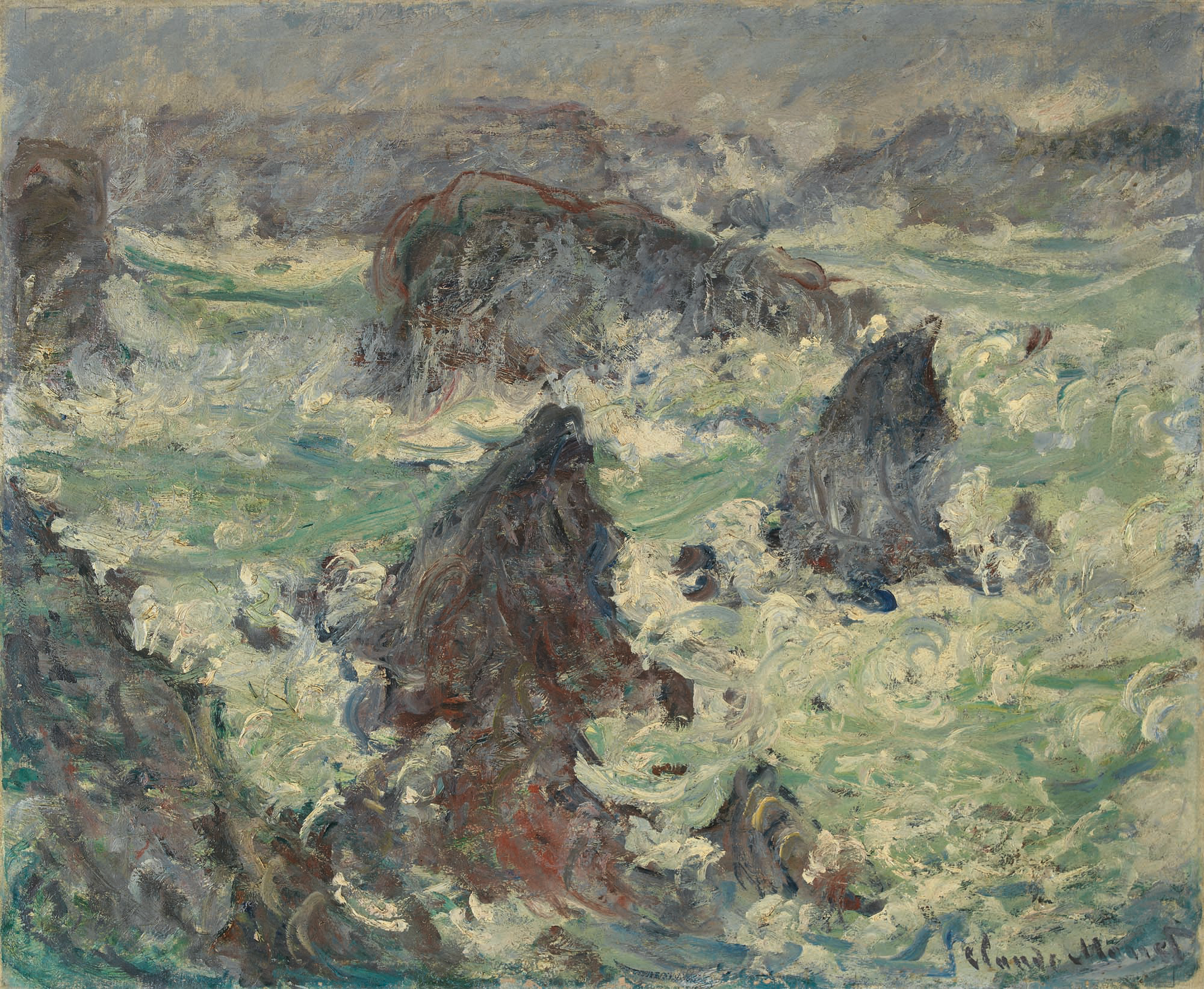
Tempête sur les Côtes de Belle-Île (1886), Galerie Kornfeld
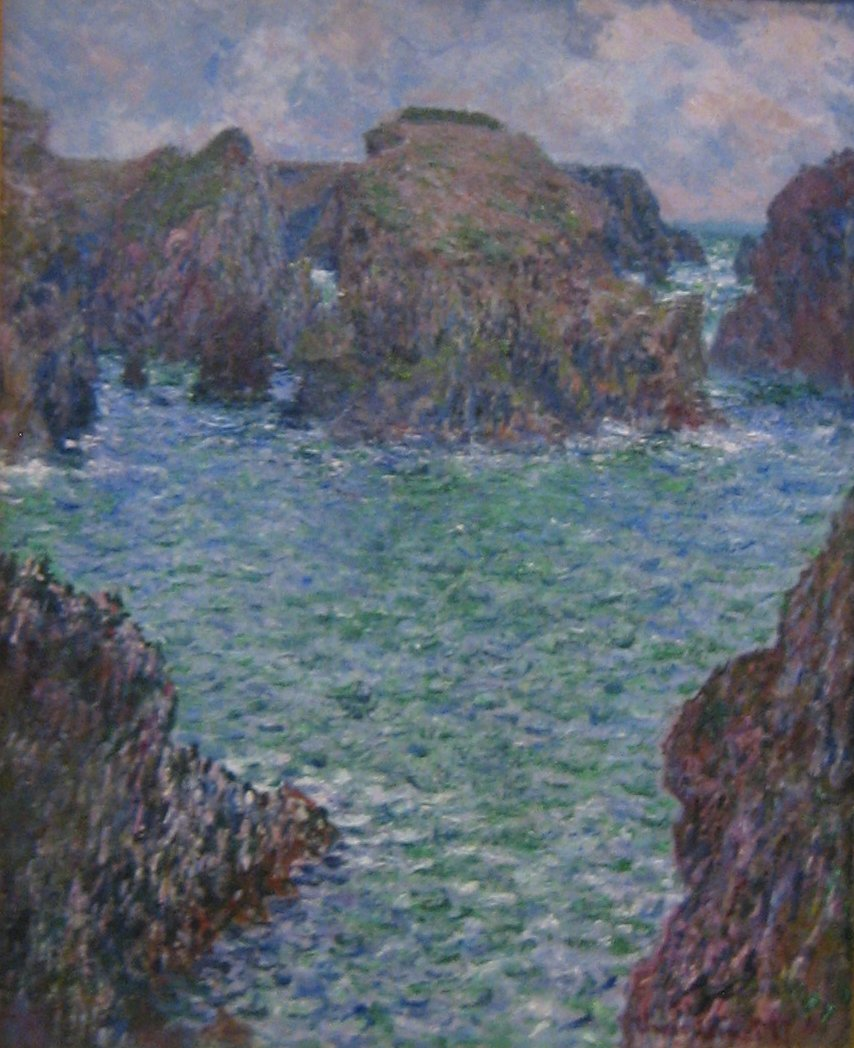
Port-Goulphar, Belle-Île (1887), Art Gallery of New South Wales